# Забільське (Стерлітамацький район)
Забі́льське (рос. Забельское, башк. Забельский) — село у складі Стерлітамацького району Башкортостану, Росія. Входить до складу Алатанинської сільської ради.
Населення — 200 осіб (2010; 212 в 2002).
Національний склад:
- башкири — 44%
- росіяни — 37%